# Kathedrale des heiligen Martin (Spišská Kapitula)

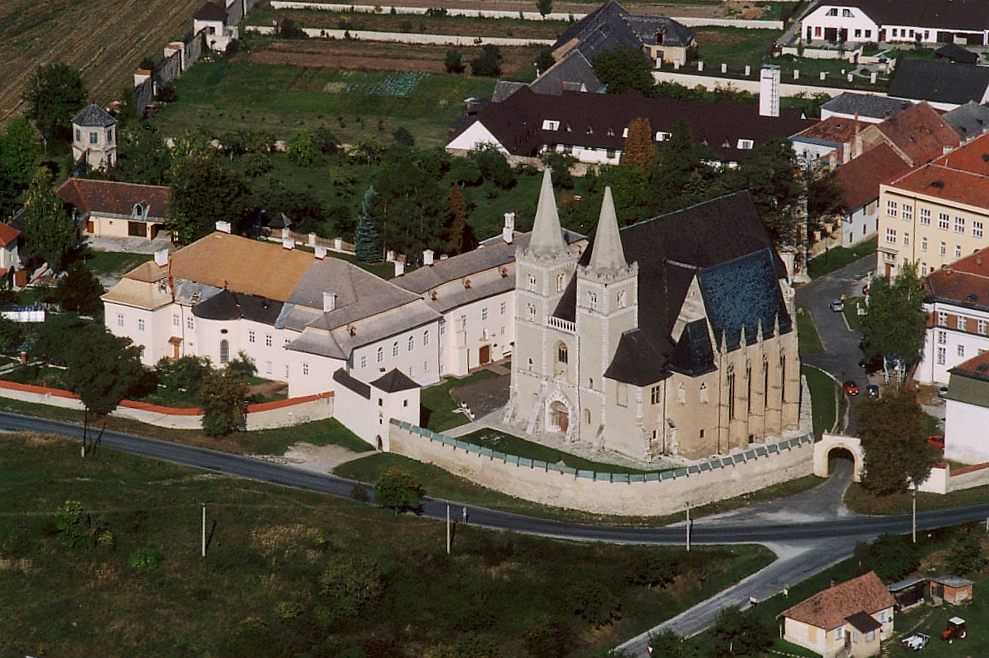
Luftbild der Kathedrale

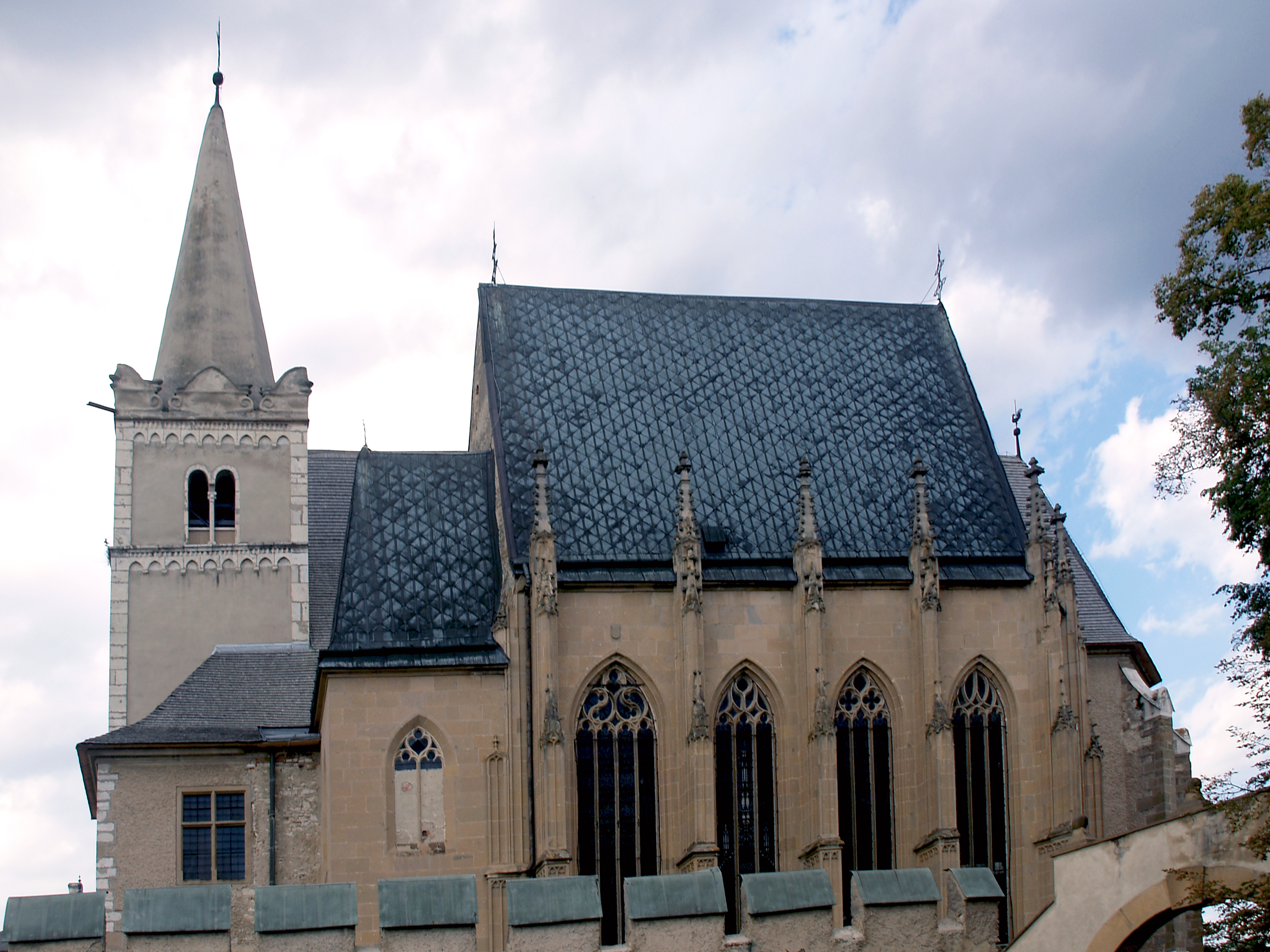
Seitenblick auf die Kathedrale

Die Kathedrale des heiligen Martin (slowakisch Katedrála svätého Martina) ist eine gotische, ursprünglich romanische Kathedrale in Spišská Kapitula (Zipser Kapitel), heute einem Stadtteil von Spišské Podhradie (Kirchdrauf) in der Landschaft Zips. Sie ist dem heiligen Martin von Tours geweiht und ist die Kathedralkirche des Zipser Bistums und Teil des UNESCO-Welterbes „Levoča, Zipser Burg und damit assoziierte Kulturmonumente“.
Zuerst wurde die Kathedrale als eine romanische Kirche in den Jahren 1245–1273 erbaut. So entstand eine mächtige, dreischiffige Basilika, wobei alle Schiffe gleich breit waren, doch das Hauptschiff doppelt so hoch. Jedes Schiff endete in halbkreisförmigen Apsiden. In derselben Zeit baute man die zwei romanischen Türme. Die Kapitelle zeigen reiche romanische Ornamentik. Von der romanischen Kirche sind noch ein Teil der Nordwand mit einem romanischen Portal und die Ostwand mit einem noch erkennbaren Triumphbogen vorhanden. 1328 fügte man noch die Kapelle „Corporis Christi“ hinzu.
Die Basilika diente der Propstei gut 200 Jahre, doch im 15. Jahrhundert wurde eine Instandsetzung auf Grund des Verfalls, aber auch größeren Zustroms der Gläubigen notwendig. 1462 begann der Propst Johann Stock mit der Grundsteinlegung den Umbau, starb aber 1464 in Buda. Der neue Propst Gaspar Back setzte die Instandsetzung fort. Ein gotischer Chor wurde erbaut. Die Seitenschiffe wurden auf das Niveau des Hauptschiffes erhöht, sodass eine Hallenkirche entstand. Obwohl die neue Kirche mit dem Hauptaltar bereits 1478 geweiht wurde, wurden die Gewölbe der Seitenschiffe erst 1497 fertiggestellt. Die Altartafeln des Hochaltars sind ein Werk des Meisters von Kirchdrauf.
1493–99 wurde an der Stelle der alten Kapelle die neue Zápolya-Kapelle nach dem Vorbild der Zápolyakapelle  an der Kirche des heiligen Ladislaus in Spišský Štvrtok erbaut. Dies geschah wenige Jahre, nachdem das Geschlecht Zápolya zu erblichen Gespanen der Gespanschaft Zips wurde. Die Kapelle ist mit der Kirche durch zwei offene Arkaden verbunden. Sie hat große Fenster mit spätgotischem Maßwerk und ein Netzgewölbe.
Spätere barocke Umgestaltungen wurden in einer Regotisierung in den Jahren 1873–89 rückgängig gemacht. Seit 1776 ist die Kirche Sitz des Bistums Zips.
Zu den wertvollsten Ausstattungsstücken der Kirche gehören die romanische Plastik eines Löwen (Leo albus), die hinter dem Nordeingang der Kathedrale steht, sowie ein 1861 wiederentdecktes Wandgemälde aus dem Jahr 1317, das die Krönung von Karl Robert von Anjou zum ungarischen König darstellt. Während der barocke Hauptaltar im 19. Jahrhundert durch einen neugotischen ersetzt wurde, blieben einige Seitenaltäre original erhalten, so der Dreikönigsaltar, der Altar des Hl. Michael und der Altar Mariä Entschlafung, alle aus dem letzten Drittel des 15. Jahrhunderts.